# Forever Young (2022)
Forever Young (Originaltitel: Les Amandiers) ist ein französisch-italienischer Spielfilm von Valeria Bruni Tedeschi aus dem Jahr 2022. Die autobiografisch gefärbte Tragikomödie erzählt von Schauspielschülern, die Mitte der 1980er-Jahre am bekannten Lehrinstitut des Théâtre des Amandiers studieren.

## Handlung
Paris, Mitte der 1980er-Jahre: Stella, Etienne, Adèle und ihre übrigen Kommilitonen sind 20 Jahre alt, als sie die Aufnahmeprüfung an der berühmten Schauspielschule des Théâtre des Amandiers bestehen. Es ist für alle ein Wendepunkt in ihrem Leben. Am Theater im Pariser Vorort Nanterre hat Regisseur Patrice Chéreau gemeinsam mit Pierre Romans im Rahmen eines Modellversuches ein Schauspiellehrinstitut und eine Filmproduktion angeschlossen. Chéreau gilt als „eigenwilliger Regisseur mit besonderem Talent für Schauspielerführung“. Unter den jungen Schauspielschülern wechseln sich Leidenschaft, Spiel und Liebe miteinander ab. In Zeiten von AIDS erleiden sie auch verschiedene Schicksalsschläge.

## Hintergrund
Forever Young ist der siebte Spielfilm der Schauspielerin und Regisseurin Valeria Bruni Tedeschi, die gemeinsam mit Noémie Lvovsky, Agnès de Sacy und Caroline Deruas Peano auch das Drehbuch verfasste. Das Projekt ist autobiografisch geprägt – Bruni Tedeschi nahm selbst Unterricht bei Patrice Chéreau und Pierre Romans an der Schauspielschule von Nanterre. Für die Hauptrollen wurden neben Louis Garrel als Patrice Chéreau und Micha Lescot als Pierre Romans eine junge Darstellerriege um Nadia Tereszkiewicz, Sofiane Bennacer und Clara Bretheau als Schauspielschüler verpflichtet. Die Dreharbeiten waren für den Sommer 2021 vorgesehen.
Produziert wurde der Film von Alexandra Henochsberg und Patrick Sobelman für Ad Vitam und Ex Nihilo. Als Koproduzenten traten Bibi Films TV und Arte France Cinéma sowie Angello Barbagallo in Erscheinung. Die Vertriebsrechte sicherten sich die Fernsehsender Canal+, Cine+ und Arte. Weiterhin unterstützt wurde das Projekt von SofiTVCine 9, Cineaxe 3, Indefilms 10 und Cinemage 16 sowie von der Region Île-de-France, dem Centre national du cinéma et de l’image animée (CNC), PROCIREP und ANGOA.

## Veröffentlichung
Die Produktion wurde im Wettbewerb des Filmfestivals von Cannes am 22. Mai 2022 uraufgeführt.
Am 16. November 2022 kam der Film in die französischen Kinos. Kinostart in Deutschland war am 17. August 2023.

## Rezeption
Kritiker des amerikanischen Branchendiensts IndieWire zählten Forever Young zu den 18 am meisten erwarteten Cannes-Beiträgen. Nach der Premiere des Films sahen in einem rein französischen Kritikenspiegel der Website Le film français zwei der 15 Kritiker Bruni Tedeschis Regiearbeit als Palmen-Favoriten an. Im internationalen Kritikenspiegel der britischen Fachzeitschrift Screen International erhielt Forever Young 1,8 von 4 möglichen Sternen und belegte unter allen 21 Wettbewerbsbeiträgen den letzten Platz.

## Auszeichnungen
Für Forever Young erhielt Bruni Tedeschi ihre zweite Einladung in den Wettbewerb um die Goldene Palme, den Hauptpreis des Filmfestivals von Cannes. Auch wurde das Werk für die Queer Palm nominiert.
Bei der Verleihung der Prix Lumières 2023 folgten vier Nominierungen. Im selben Jahr folgten bei den Césars sieben Nominierungen. Ausgezeichnet wurde in beiden Fällen Nadia Tereszkiewicz als beste Nachwuchsdarstellerin.